# 萊恩·海爾斯利
萊恩·道爾頓·海爾斯利（英語：Ryan Dalton Helsley，1994年7月18日—），為美國職棒大聯盟的投手，目前效力於紐約大都會，先前曾效力於聖路易紅雀。

## 職業生涯
2019年4月16日，海爾斯利登上大聯盟。他在初登板主投0.2局，還另外敲出大聯盟首安。他在6月中旬一度右肩受傷，最後整季他拿下2勝0敗，防禦率2.95。
2020年8月7日，海爾斯利確診COVID-19。這年縮水賽季，他拿下1勝1敗，防禦率5.25。隔年他拿下6勝4敗，防禦率4.56。他因為膝蓋和手肘出現傷勢，導致他在8月提前結束球季。
2022年，海爾斯利表現大進步，上半季拿下5勝1敗，防禦率0.73。這也讓他成功入選明星賽。9月16日，他面對紅人隊投出完美一局。整季他拿下9勝1敗，防禦率1.25，另有19次救援成功。不過他在季後賽表現卻大走樣，他在外卡系列賽第一場上場救援，他被敲出1支安打、2次保送和一顆觸身球，讓費城人打下6分大局，自己失了4分吞敗。

## 個人生活
海爾斯利是一名基督徒，他在2021年7月完婚。2022年8月，長女出生。
此外，他還是切羅基人（Cherokee）的後代，因此他會說一些切羅基原住民語。而他從小就是紅雀迷。

## 外部連結
- 球員資訊和成績在MLB ，ESPN ，Baseball Reference ，Baseball Reference (Minors) ，Fangraphs ，The Baseball Cube （英文）
- 萊恩·海爾斯利的X（前Twitter）